# Астровітянка
«Астровітянка» — науково-фантастична серія книг Миколая Горькавого. Дія відбувається в середині XXIII століття. Через аварію космічного корабля головна героїня провила дитинство на астероїді як «космічна Мауглі». Повернувшись в цивілізацію в підлітковому віці, вона намагається покращити світ, використовуючи для цього власні наукові відкриття.
Книги написані в жанрі жорсткої наукової фантастики, орієнтована головним чином на підліткову аудиторію і задумана автором як твір у «жюль-вернівському» освітньому жанрі, в якому, крім динамічного сюжету, є популярне пояснення сучасних наукових ідей, концепцій, гіпотез. За задумом автора, книга покликана відродити сильно принижений в сучасній Росії образ науки та вчених і щось протиставити антиінтелектуальним установкам, які панують у сучасній російській масовій культурі.

## Опис світу
Дія починається 2252 року. Окрім Землі, вже освоєно Місяць, Марс та супутники Юпітера, Сатурна, Урана. Деякі люди живуть на астероїдах, супутниках та космічних станціях. Міжзоряних польотів немає, хоча дослідження у цьому напрямку ведуться. Контактів з інопланетянами немає, однак у подіях третьої книги згадується розбите інопланетне судно.

### Політичний устрій
Згадано лише декілька Земних держав. Передбачається, що вони є подібними до сучасних. Місяць є республікою. В ООН з'явилося більше реальної влади. Однак найбільший вплив на суспільне життя мають не держави, а великі корпорації. Ними правлять ті, чий статок перевищує 100 мільярдів золотих доларів. Ці люди називаються королями і королевами, а їхні діти — принцами і принцесами, родичі — графами, графинями, герцогами, герцогинями тощо. Основна частина стану зазвичай заповідається одному з дітей (найчастіше старшому), який у результаті сам стає королем чи королевою. Ланцюжок королів і королев, які послідовно передають владу від батьків до дітей, називається династією. Той, хто самостійно заробив 100 мільярдів золотих доларів, називається засновником династії.
Династії об'єднуються у дві групи — Північні та Південні, які борються за гроші та владу і змагаються як між собою, так і всередині себе. Глав груп називають імператорами. Також є нейтральні династії.

### Освіта
Школи поділяються на державні та приватні. Рівень і доступність освіти між цими двома типами шкіл дуже різняться. Навчання у приватних школах дуже дороге. У державних школах рівень навчання набагато нижчий. Випускники таких шкіл, як правило, не можуть знайти високооплачувану роботу і змушені надалі віддавати своїх дітей у такі школи. Таким чином, населення ділиться на два класи за рівнем освіти.
Школа Ейнштейна є найпрестижнішим приватним коледжем і знаходиться на Місяці. Приймає 14-річних підлітків. Термін навчання — 5 років. Випускники мають право вступити до будь-якого вищого навчального закладу без іспитів. Набір — 100 учнів на рік. Конкурс — понад 1000 осіб на місце. Вступний іспит триває кілька годин і складається з близько 200 питань з 9 різних предметів. Відповіді оцінюються комп'ютером; велика кількість балів дається за глибокий аналіз завдання, набагато менше — за просту, хоч і правильну відповідь. Іспит можна складати як у самій школі (близько 10000 учнів), так і дистанційно через спеціальний орендований комп'ютер фірми «Енштейн Електронікс». Іспити показують і коментують з тивізора. Учні, які не набрали прохідний бал, але показали високий результат, мають право вступити до багатьох інших престижних шкіл і коледжів. Плата за навчання — 1,5 мільйона золотих доларів на рік. Багато учнів — принци та принцеси, оскільки вони можуть оплатити навчання, а батьки спроможні найняти їм дорогих репетиторів. З іншого боку, серед учнів багато представників середнього класу. Банки охоче дають кредит на навчання у школі Ейнштейна, але повертати цей кредит іноді доводиться все життя. У деяких відносинах школа стилізована під Гоґвортс, і творчість Джоан Роулінг у школі дуже цінують. Так, у школі є 4 «ордени», в які комп'ютер розподіляє учнів залежно від їхнього складу характеру, аналізуючи поведінку на іспитах. Рішення комп'ютера повідомляється через розподільний Капелюх.

## Сюжет
В першому виданні серія складалась з 3 книг — «Астровітянка», «Теорія катастрофи» та «Повернення Астровітянки», хоча пізніше в англомовному виданні кожен том був розділений навпіл, що збільшило загальну кількість книг до 6.

### Астровітянка

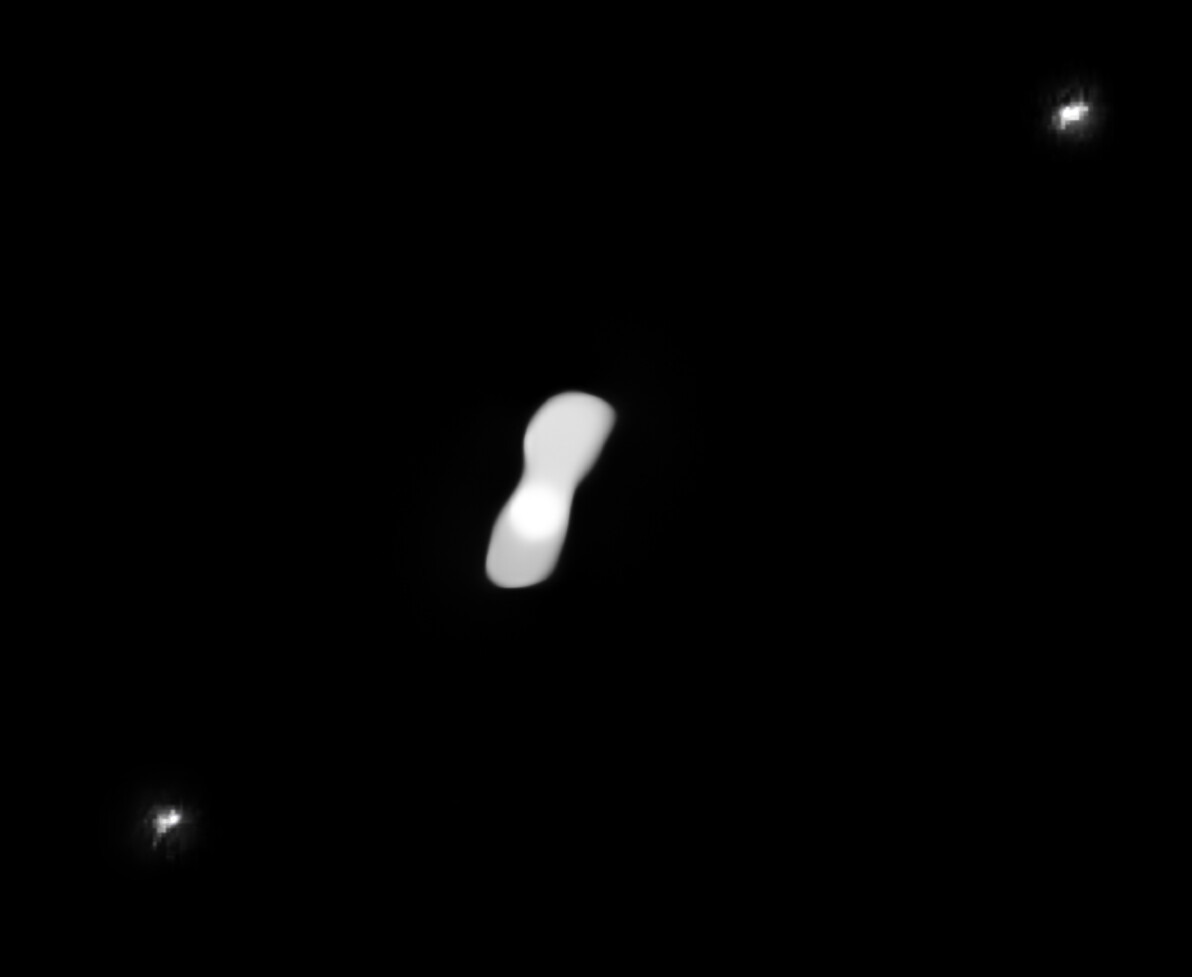
За сюжетом, дитинство Ніккі пройшло на потрійному астероїді, при спробі дослідження якого космічний корабель її батьків зазнав аварії, батьки загинули, а Ніккі ледь уціліла. На момент написання книги не було відомо жодних потрійних астероїдів, однак пізніше вони були відкриті, — як, наприклад, зображений вище потрійний астероїд 216 Клеопатра

Головна героїня книги, Ніколь Грінвіч — «космічна Мауглі», після трагічної загибелі батьків залишилася одна на невеликому астероїді (від слів «астероїд» та «островітянка» і походить назва трилогії). У віці 13 років її знаходять і вона повертається в людський світ. Дівчинка розумна, незалежна й цілеспрямована. Також вона має деякі додаткові здібності, викликані тим, що її організм пов'язаний з комп'ютером класу A10 на ім'я Роббі.
Космонавтам, які її знайшли, вдається влаштувати її в лікарню на курс реабілітації за рахунок медичної страховки, щоб віддалити на деякий час її потрапляння в дитячий будинок. У лікарні вона знайомиться з Джеррі Волкером, схожим на неї сиротою, чиї батьки теж були вченими. Там же на неї відбувається перший невдалий замах, який змушує її зважитися на вступ до добре захищеної школи Ейнштейна.
Після складної підготовки до конкурсу та знаходження коштів на перший рік навчання їй і Джеррі все ж таки вдається вступити до школи, де у них з'являються нові друзі-однолітки — Хао Шон, переможець олімпіад з математики, та Дзінтара Шіхіна, російська поетеса та молодша дочка імператора Північних династій. З'являються в неї і вороги, наприклад, принц Дітбіт, син імператора Південних. Тим часом з'ясовується, що смерть її батьків була підлаштована і вбивці починають полювання на саму Ніккі. Але їхні замахи залишаються безрезультатними завдяки винахідливості Ніккі та самовідданості Джеррі.
Сюжетно книга перегукується з багатьма фантастичними творами. На поверхні лежить порівняння із серією романів про Гаррі Поттера Джоан Роулінг, проте важлива відмінність полягає в тому, що в школі Ейнштейна вивчаються не вигадані магічні заклинання, а реальні закони астрономії, фізики, хімії, біології та інших наук. Критиками проводяться паралелі і з іншими фантастичними творами, наприклад, повістю «Малюк» братів Стругацьких, романами про Майлза Форкосігана Лоїса Буджолда і т. д.

### Теорія катастрофи

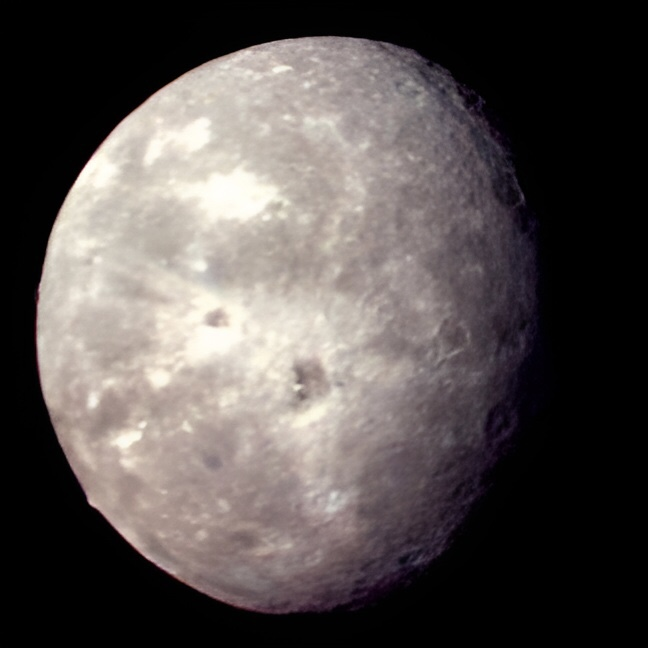
Супутник Урана Оберон, на якому за сюжетом знаходяться врятовані Ніккі обсерваторії

Почався другий рік навчання в Школі Ейнштейна. Ніккі представляє на конференції Space Service свою доповідь про обсерваторії на Обероні, супутнику Урана. Згідно з її звітом, обсерваторії можуть загинути, і Space Service втратить близько 5 трильйонів доларів. Астровітяна отримує 270 мільярдів доларів страховки за порятунок обсерваторій і стає засновницею нової династії Гринвічів. Ніккі організовує Гринвіч-центр, мережу Гринвіч-клубів, купує типографію й допомагає звільненому журналісту Тимоті організувати незалежний медіа-канал. У той же час її друг Джеррі знаходить непубліковані матеріали свого батька з соціальної моделювання і відкриває секрет передбачення майбутнього. Новий список 307 найважливіших («біфуркаційних») технологій майбутнього очолюють відкриття, які зробили Ніккі й він сам. Друзі виявляють, що замовником вбивства батьків Джеррі і Ніккі є Дітбіт, імператор Південних, але той втікає від арешту. Голосуванням більшості був прийнятий закон про геносвободі, який може назавжди розколоти світ на багатих, які будуть надалі вдосконалюватись за допомогою генної інженерії, і бідних, для яких тепер назавжди закриються будь-які соціальні ліфти. Тепер тільки об'єднання Північних і династії Гринвічів може врятувати світ. Ніккі добре почувається в сімейному колі Шихіних, які очолюють Північні династії, але тільки її шлюб зі старшим братом Дзинтари Айваном об'єднає династію. На пропозицію Айвана вийти за нього заміж Астровітянина відповідає «так». Джеррі, закоханий у Ніккі, майже гине, почувши цю новину, але Ніккі знаходить його і пояснює, що шлюб фіктивний.

### Повернення Астровітянки
Ніккі продовжує вдосконалювати Грінвіч-Колледж, і незабаром навколо нього виростає величезне місячне місто Грінвіч-Сіті у гірському районі басейну Герцшпрунга. Оголошений поза законом король Дітбіт спрямовує величезний космічний крейсер на куполи міста, щоб зруйнувати його і знищити всіх його мешканців, у тому числі вже дорослих Ніккі та Джеррі. Але Ніккі оголошує Дітбіту, що її комп'ютер, як тільки куполи міста виявляться пробитими, відправить в Інтернет повідомлення про нагороду мільярд доларів тому, хто знищить принца Дітбіта — сина короля. Король в останній момент відвертає від куполів і під час маневру розбивається. Ніккі та Джері будують новий справедливий світ, їхні діти Сюзанна та Майкл виростають і самі заводять сім'ї, а Дзінтара Шихіна стає президентом світу і розкриває секрет безсмертя. Тепер майже кожна людина може стати безсмертною, проте мозок Ніккі не піддається процедурі безсмертя, тому в кінці книги Ніккі і Джеррі, проживши довго і щасливо, вмирають в один день і міжзоряний фрегат «Інфініті», побудований за проектом сина Ніккі та Джеррі Майкла Грінвіча, забирає їх тіла до зірок.

## Науковість та достовірність фактів
Автор книги, відомий астрофізик, за власними словами, дуже ретельно добирав наукові факти, наведені у творах. У своєму блозі він, відповідаючи на запитання читачів, наводить розрахунки та обґрунтування багатьох моментів в «Астровітянці».
|                 | Кожен науковий факт у трилогії «Астровітянка» ретельно відібрано та подано максимально точно – наскільки це було в авторських силах. Авторська наукова кваліфікація включає освіту фізика-теоретика, докторський ступінь фізико-математичних наук та чверть століття наукової роботи у різних академіях наук та інших наукових установах. Популяризаторський досвід заснований на тисячах публічних лекцій та співавторстві у двох дитячих астрономічних енциклопедіях |
| — Нік Горькавий | |

## Критика
Романи викликали неоднозначну реакцію аудиторії. Більшість читачів позитивно сприйняли установку на «інтелектуальну фантастику для юнацтва», дефіцит якої спостерігається в сучасній російській літературі. З іншого боку, деякі критики дорікали автору літературною примітивністю тексту та його перевантаженістю науковими міркуваннями. Деякі читачі також висловлювали претензії до логічної несуперечності сюжету, а також точності викладу деяких наукових ідей.
Автор визнав, що у початковому варіанті тексту необхідно виправити деякі неточності, зазначені читачами, що було зроблено під час перевидання.

## Нагороди і премії
Перша книга серії («Дівчинка з кришталевим волоссям» — авторська назва «Астровітянки») у 2009 році отримала премію «Мандрівник» (номінація «Образ майбутнього»). У 2010 році трилогія отримала премію «Та, що біжить хвилями» за найкращий жіночий образ у фантастичному творі.
Перша книга також входила до номінаційних списків деяких інших літературних премій:
- список фіналістів першого сезону національної дитячої літературної премії «Заповітна мрія»[ru][9] (номінація «за найкращий твір у жанрі наукової фантастики чи фентезі»);
- номінаційний список із 14 дебютних фантастичних книг на премію конвенту фантастів Інтерпрескон[ru]-2009[10];
- шорт-лист конкурсу Харківського міжнародного фестивалю фантастики «Зоряний міст-2008»[11] (номінація «дебютні книги»);
- шорт-лист премії «„Бронзовий Ікар“ — За справжню наукову фантастику» Третього відкритого кримського фестивалю фантастики «Сузір'я Аю-Даг»[12] (номінація «кращий художній НФ-твір»).

## Видання
Початково серія книг складається з 3 частин, виданих в 2008—2010 роках російською мовою:
- Ник Горькавый. Астровитянка. — 2008. — ISBN 9785170520428.
- Ник Горькавый. Теория катастрофы. — 2009. — ISBN 9785170596621.
- Ник Горькавый. Возвращение Астровитянки. — АСТ, 2010. — С. 476. — 6000 прим. — ISBN 9785170675869, 9785421510512.

У 2011 році вийшов «супертом», який містив одразу всі три книги. Перша книга вийшла ще трьома додатковими виданнями — у кишеньковому форматі та м'якій обкладинці, а також із поділом на дві частини: «Космічний мауглі» та «Рівняння майбутнього». У 2016—2017 роках вийшло нове видання з ілюстраціями Дмитра Нікулушкина. Також «Астровітянка» видана у вигляді 6 аудіокниг загальною тривалістю 64 години, текст читає заслужений артист Росії Володимир Сергійович Левашов..
«Астровітянка» перекладена англійською мовою під назвою «AstroNikki» і видана в паперовому варіанті (у вигляді шести книг у м'якій обкладинці з малюнками Дмитра Пєтухова), в аудіоверсії та в електронному вигляді.
Горькавий вітав безплатне розповсюдження текстів його книг та відзначав помітний позитивний ефект від нього на зростання продажів паперових книг.